# Eustacjusz (patriarcha Konstantynopola)
Eustacjusz, gr. Ευστάθιος (zm. w grudniu 1025) – patriarcha Konstantynopola w latach 1019–1025. 

## Życiorys
Sprawował urząd od lipca 1019 r. do śmierci. Za jego patriarchatu potwierdzono autokefalię Kościoła bułgarskiego. 